# 王颖 (地学家)
王颖（1935年2月24日—），生于河南潢川，籍贯辽宁康平，中国海岸海洋地貌与沉积学家，南京大学教授、南京大学地学院院长。

## 生平
1935年出生于河南潢川。籍贯辽宁康平。1956年毕业于南京大学。1961年北京大学地质地理系副博士研究生毕业。2001年当选为中国科学院院士。